# 萨玛达乡
萨玛达乡（藏語：ས་མ་མདའ་），是中华人民共和国西藏自治区日喀则市康马县下辖的一个乡镇级行政单位。

## 行政区划
萨玛达乡下辖以下地区：
仲堆村、萨鲁村、萨玛达村、孟则村和拉定村。